# 珠海中山大学附属小学
珠海中山大学附属小学，是一所位于中华人民共和国广东省珠海市香洲区的小学，创办于2017年9月，为珠海高新技术产业开发区区属公办小学，由珠海高新技术产业开发区管理委员会和中山大学合作办学，并委托广州市中山大学附属小学管理。

## 校区
珠海中山大学附属小学现有两个校区，分别为前环校区、后环校区，两校区占地面积共达32944.39平方米，建筑总面积21000平方米。